# Macroglossus sobrinus
Macroglossus sobrinus es una especie de murciélago megaquiróptero de la familia Pteropodidae.

## Distribución
Se encuentra en Birmania, Tailandia, Sumatra, isla de Java y Bali.